# Nissan Terrano II
El Nissan Terrano II,  llamado Nissan Mistral en Japón, es un vehículo todoterreno que fue fabricado por la empresa japonesa Nissan. Fue desarrollado en colaboración con Ford (que denominó a este modelo como Ford Maverick). Fue introducido en 1993 para reemplazar al Terrano. Estaba disponible en dos carrocerías: 3 puertas o 5 puertas. Su producción cesó en 2006, mientras que el Ford Maverick dejó de comercializarse en 1998. Los modelos fueron ensamblados en la planta de Nissan en Barcelona para todo el mundo.

## Fase 1: 1993-1996
El primer modelo Terrano II fue lanzado en 1993. Se comercializó con dos carrocerías distintas (marco de corta y de larga distancia entre ejes; con 3 puertas o con 5 puertas), propulsado por dos bloques motores (uno de gasolina de 2.4 litros y 124 CV, y uno turbo diésel de 2.7 litros y 100 CV) y con tres acabados (LX, SLX y SGX). El chasis largo tomó el nombre de "Wagon", y contaba con una tercera fila de asientos, lo que elevaba el número de plazas de 5 a 7. El equipamiento con el que fue lanzado en su momento parecería hoy en día bastante rústico. Elementos como el airbag del conductor, los elevalunas eléctricos, la radio, el aire acondicionado o el techo solar, eran opciones que no se incluían de serie.

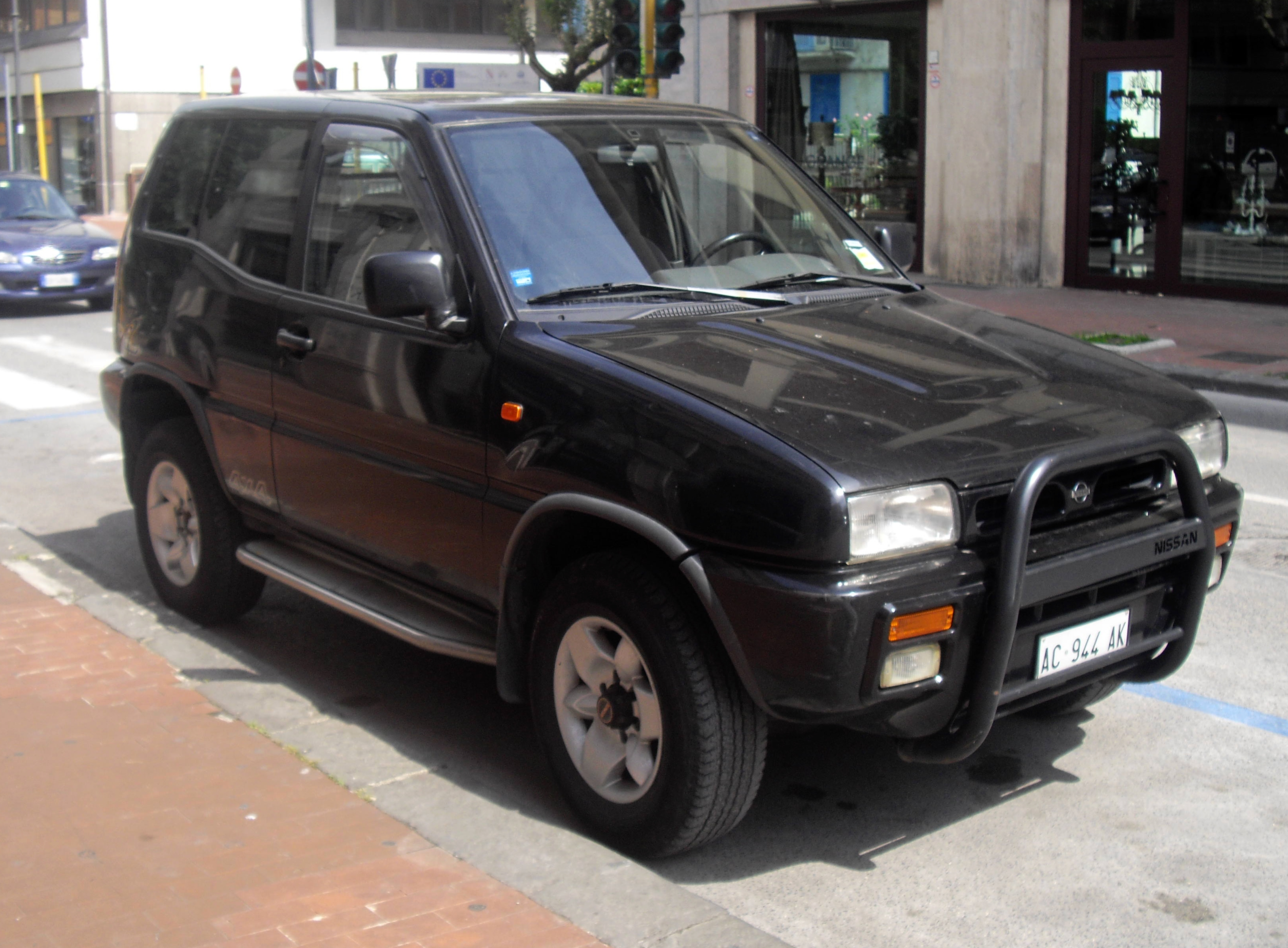

## Fase 2: 1996-1999
El primer cambio de imagen del Terrano II para mantener su posición en el mercado se produjo en el año 1996. Los cambios eran principalmente estéticos, con un nuevo frontal y con unos guardabarros más prominentes. La parte delantera recibió nuevos faros redondos, y se añadieron luces antiniebla. En el capó se añadió una toma de aire para el motor. Por último, la antena de la radio se cambió de ubicación, pasando del guardabarros delantero a situarse en la parte posterior de la carrocería. Estos detalles le daban un aspecto más refinado y sólido, pero también algo menos agresivo. En su interior no se introdujeron grandes cambios: el salpicadero era prácticamente el mismo, excepto la nueva disposición de determinados controles en la consola central. Había dos acabados color gris-carbono (denominados S y RS), con adornos en imitación de madera en la versión Prémium. Las tapicerías eran nuevas: tela gris para el acabado S, tejido negro y gris para el acabado SR y grises y de terciopelo rojo para el acabado SE.
También se mejoró el equipamiento interior: el controlador de airbag y ABS iban montados de serie en la República Eslovaca y Suecia; y se incluyó el aire acondicionado de fábrica en la versión SE. Los motores también se modificaron: el motor de gasolina 2,4 se redujo a 116 CV y el 2,7 diésel a 125, añadiéndole un intercooler (de ahí la "i" en TDi, su nueva designación). El motor de gasolina 2.4 no estaba disponible en el modelo largo SR. De todas las versiones, la SE es la más reconocible por su pintura de dos tonos, su apoyacabezas integral, y sus estribos de acero inoxidable. Hasta el cambio de imagen siguiente, el airbag del pasajero y el cambiador de 6 CD eran opcionales. Su gemelo, el Ford Maverick, también se benefició de estos cambios.

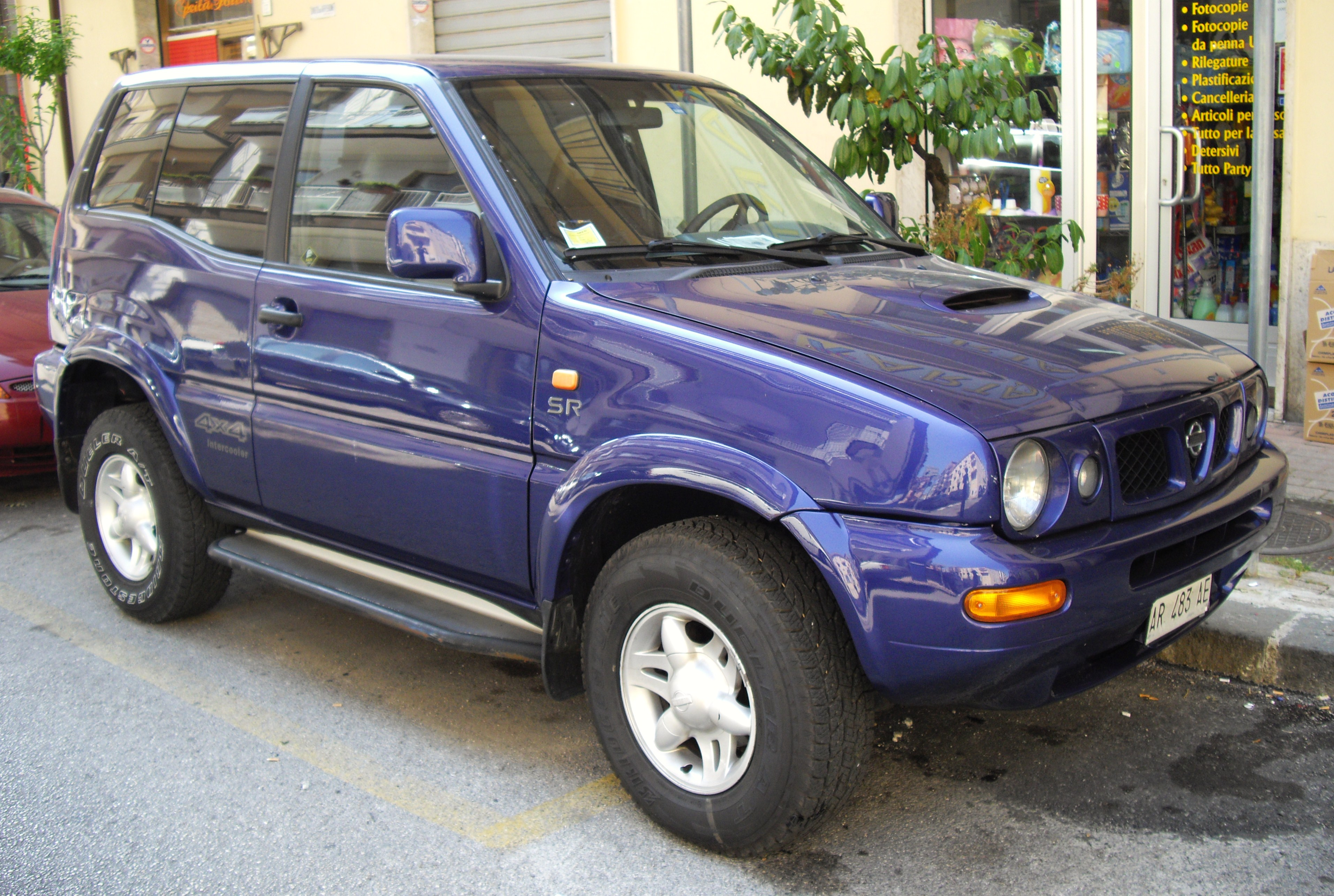

## Fase 3: 1999-2002

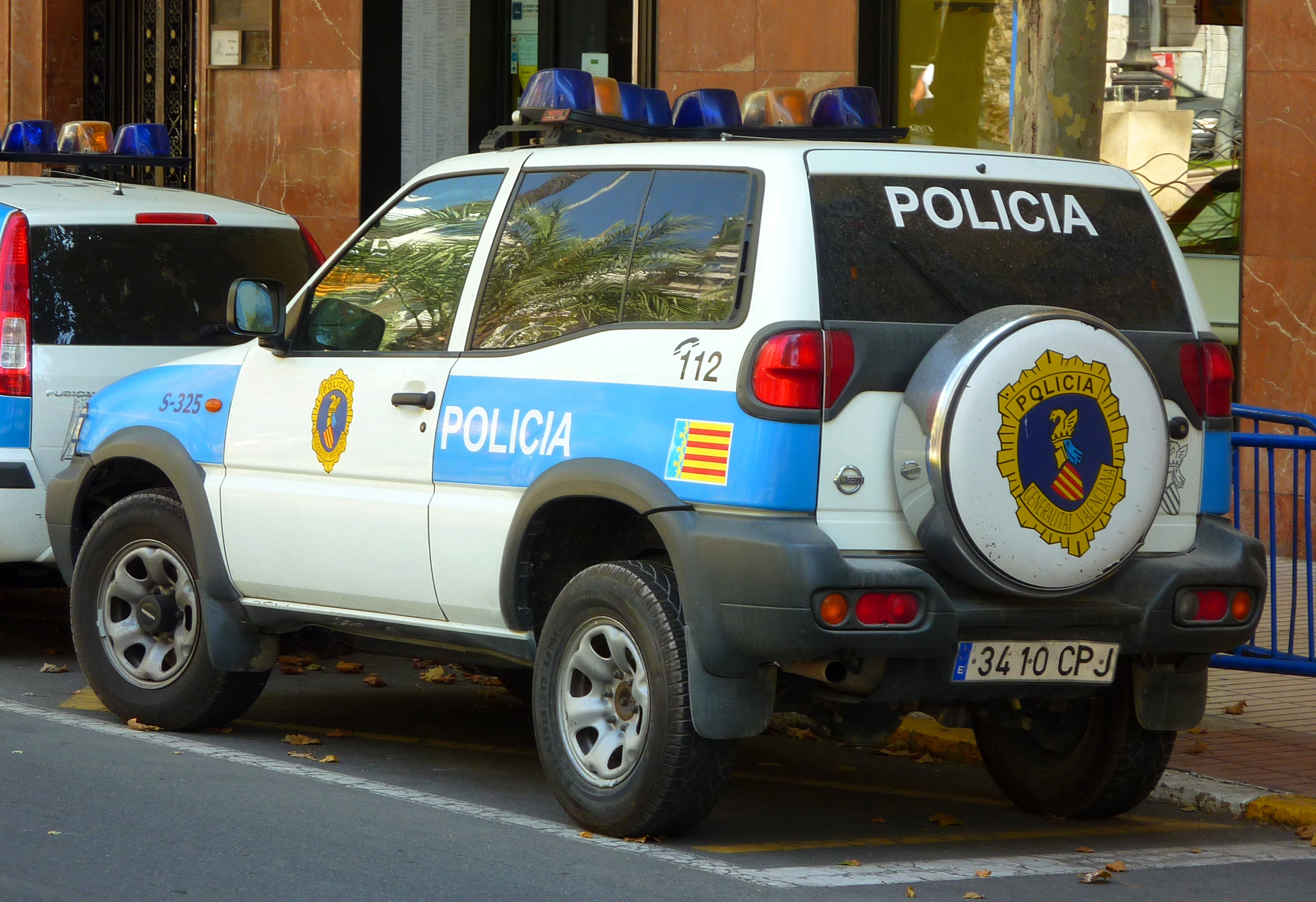
Nissan Terrano II corto de la Unidad del Cuerpo Nacional de Policía adscrita a la Comunidad Autónoma de Valencia.

En 1999, el Terrano II se seguía vendiendo bien, pero hubo de modernizarse de nuevo para mantener la competencia con los nuevos modelos que iban apareciendo, recibiendo una remodelación que cambió su aspecto por completo. Este cambio se inicia con los nombres de los acabados, que se convierten en "Confort", "Sport" y "de lujo". Este último lleva el nombre de "Gran Turismo", con la adición del paquete de mismo nombre, incluidos los asientos de cuero, caja de cambios automática de 4 velocidades y un techo solar. La línea lateral es siempre la misma, pero el frontal se modifica notablemente. Desaparecen los faros redondos, dando paso a bloques rectangulares de faros con las luces de niebla integradas, al igual que los intermitentes, que pasan del parachoques delantero a situarse junto a los faros. La parrilla frontal adopta un nuevo diseño y se puede equipar con acero inoxidable según el acabado. La parte trasera también está retocada: se añaden unas molduras de plástico que se extienden por debajo de la ventana trasera, ahora rectangular. La cubierta del neumático de repuesto es rígida y adopta un nuevo logotipo.
El interior también se modificó: el color gris da paso al beige; y la tapicería y el salpicadero se convierten en bi-tono (negro y beige). Pero el principal cambio afectó a la consola central, con un nuevo diseño más envolvente y ergonómico, incluyendo un nuevo sistema de aire acondicionado. Sin embargo, no hubo añadidos importantes en el equipamiento. Los motores no cambian, excepto el de gasolina 2.4 que se reservó para las versiones 3 puertas. En los últimos modelos, la antena de radio pasó de la parte posterior izquierda de la carrocería a situarse sobre el techo, reduciendo el cableado necesario. También hicieron su aparición los nuevos reposacabezas traseros, más envolventes. El Ford Maverick, ya no se beneficiará de estos cambios, y dejó de fabricarse.

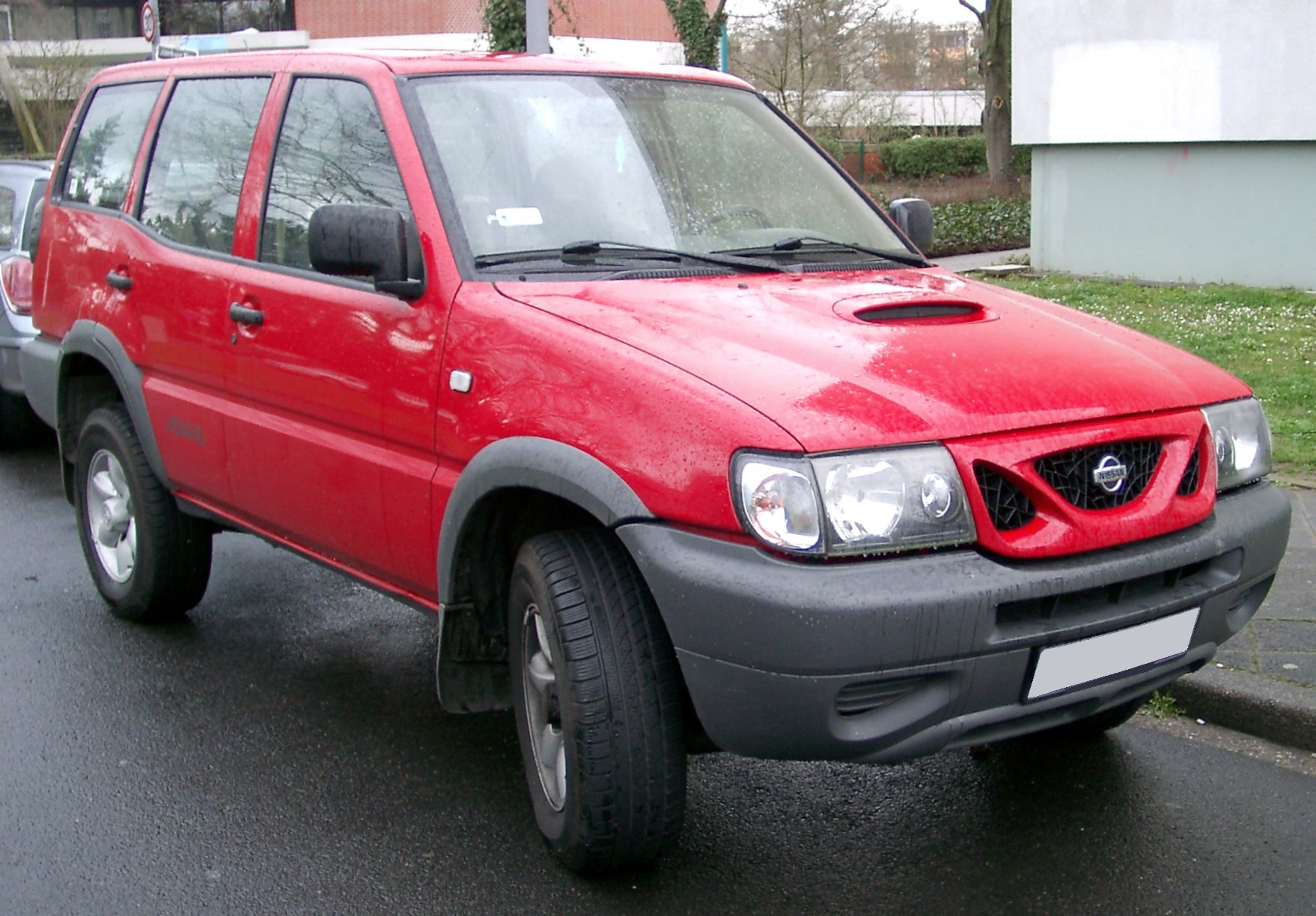

## Fase 4: 2002-2006
El tercer y último "restyling" de la estética del Terrano II fue en el año 2002. En esta ocasión, recibió otra vez el nombre de "Terrano", incorporando un motor diésel más potente (aunque más antiguo) que el 2.7 TDI: un 3.0 Di de 154 CV, tomado del Nissan Patrol. El 2.7 TDI permaneció en el catálogo de opciones sin modificaciones técnicas, pero se cambió su nombre, que pasó a ser Di 2,7. Sin embargo, desapareció la versión con motor de gasolina de 2,4 litros. Con las unidades equipadas con el motor 3,0 Di, creció el número de opciones disponibles. Apareció el modelo "Sport", pero exclusivamente con el motor Di 2,7 y acabado Confort. En los nuevos Terrano, las modificaciones externas eran mínimas: una nueva parrilla, nuevo paragolpes delantero y llantas nuevas. En su interior recibió nuevas tapicerías, nuevos asientos delanteros y nuevos indicadores. El equipamiento se mejoró con airbags laterales. En el año 2005, desapareció la versión de 5 puertas con la llegada del Pathfinder. La gama se redujo a los acabados Sport (sólo con el motor 2,7 Di), Comfort (2,7 Di o 3,0 Di) y Elegance (3,0 Di). En el nuevo interior se adoptaron fondos de color negro y la consola central estaba adornada con elementos de titanio.

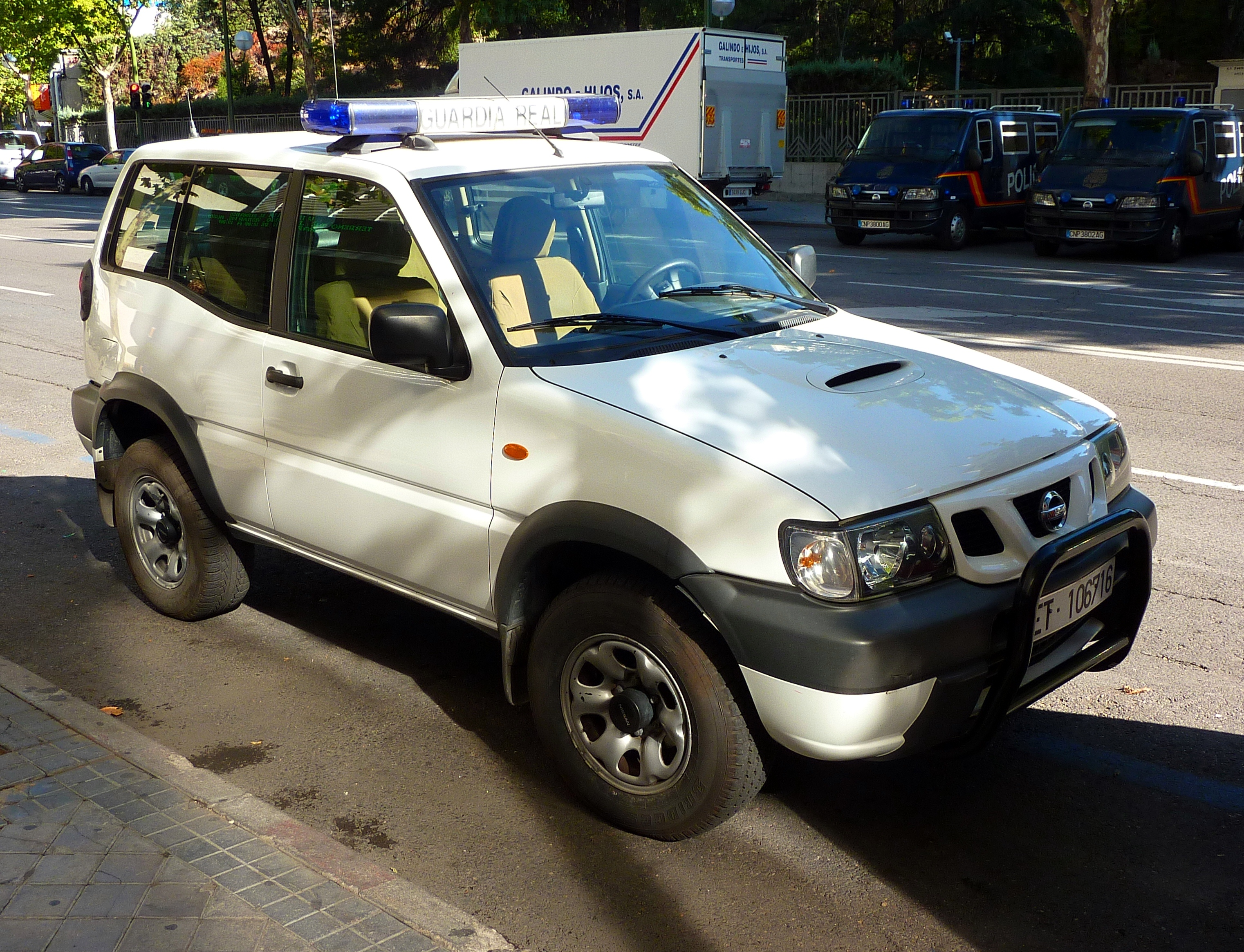

## Motorizaciones
| Periodo                        | 1993-1996             | 1996-2002             | 1993-2002               | 1996-2006                     | 2002-2006                                          |                       |                       |                       |
| Identificación del motor       | KA24E                 | KA24E                 | TD27 T3                 | TD27 Ti                       | ZD30DDTi                                           |                       |                       |                       |
| Tipo de motor                  | L4 12v SOHC           | L4 12v SOHC           | L4 8v OHV, turbo        | L4 8v OHV, turbo, intercooler | L4 16v DOHC, inyección directa, turbo, intercooler |                       |                       |                       |
| Diámetro x carrera             | 89.0 mm × 96.0 mm     | 89.0 mm × 96.0 mm     | 96.0 mm × 92.0 mm       | 96.0 mm × 92.0 mm             | 96.0 mm × 102.0 mm                                 |                       |                       |                       |
| Cilindrada                     | 2398 cm³              | 2398 cm³              | 2664 cm³                | 2664 cm³                      | 2953 cm³                                           |                       |                       |                       |
| Relación de compresión         | 8.6: 1                | 8.6: 1                | 21.9: 1                 | 21.9: 1                       | 17.9: 1                                            |                       |                       |                       |
| Potencia máxima: CV (kW) @ rpm | 124 CV (91 kW) @ 5200 | 118 CV (87 kW) @ 4800 | 100 CV (73.5 kW) @ 4000 | 125 CV (92 kW) @ 3600         | 154 CV (113 kW) @ 3600                             |                       |                       |                       |
| Par máximo: Nm @ rpm           | 197 Nm @ 4000         | 191 Nm @ 3200         | 221 Nm @ 2200           | 278 Nm @ 2000                 | 304 Nm @ 1600                                      |                       |                       |                       |
| Tracción                       | Total                 | Total                 | Total                   | Total                         | Total                                              | Total                 | Total                 | Total                 |
| Transmisión                    | Manual, 5 velocidades | Manual, 5 velocidades | Manual, 5 velocidades   | Manual, 5 velocidades         | Manual, 5 velocidades                              | Manual, 5 velocidades | Manual, 5 velocidades | Manual, 5 velocidades |
| Peso                           | 1620-1772 kg          | 1630-1760 kg          | 1730-1887 kg            | 1745-1875 kg                  | 1758-1870 kg                                       |                       |                       |                       |
| Aceleración (0-100 km/h)       | 13.2-14.0 s           | 13.7-14.3 s           | 19.0-19.9 s             | 15.7-16.7 s                   | 13.3 s                                             |                       |                       |                       |
| Velocidad máxima               | 160 km/h              | 160 km/h              | 145 km/h                | 155 km/h                      | 170 km/h                                           |                       |                       |                       |
| Consumo combinado (L/100 km)   | 11.1-11.4             | 11.9-12.3             | 10.9-11.2               | 9.8-10                        | 8.8-9.1                                            |                       |                       |                       |

## Nuevo Terrano basado en el Dacia Duster
Basado en el Dacia Duster, la renovación del Terrano tiene detalles de más alta calidad respecto a su modelo hermano, gracias a un capó rediseñado, una parrilla delantera que sigue la línea Nissan, llantas diferentes, y faros y luces traseras más grandes y actualizadas. Además, los parteluces de las ventanillas se han oscurecido y los paragolpes traseros y delanteros también han sido revisados, aunque en general todavía se puede notar claramente que es esencialmente un Duster con un nuevo maquillaje.